# Túpolev Tu-14
El Túpolev Tu-14 (designación OTAN: Bosun, designación USAF/DoD: Type 35) fue un bombardero ligero bimotor a reacción soviético derivado del Túpolev 73, el competidor perdedor contra el Ilyushin Il-28. Fue usado como torpedero por los regimientos minadores de la Aviación Naval Soviética entre 1952 y 1959, y exportado a China.

## Desarrollo

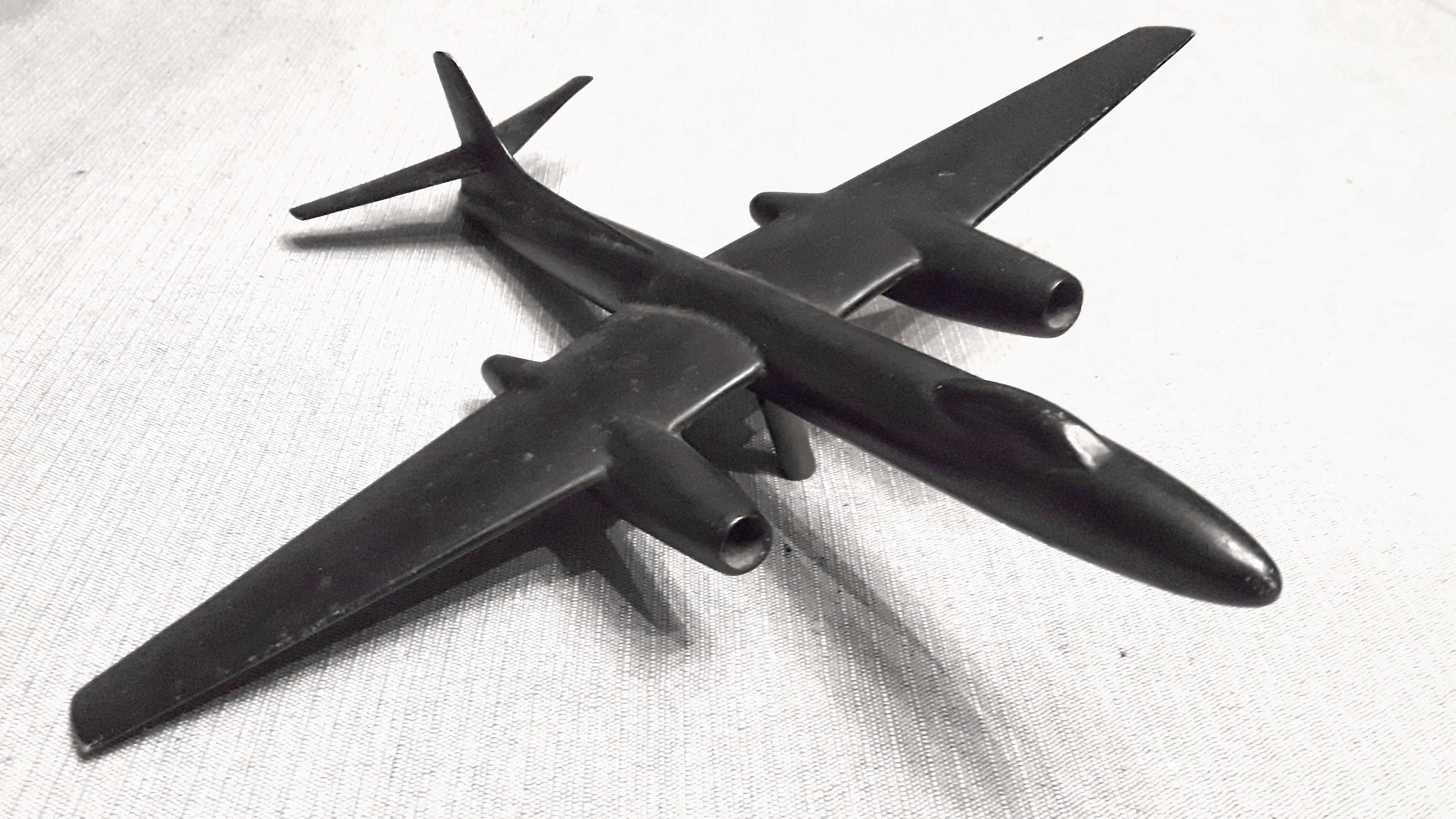
Maqueta de identificación de la OTAN del Tu-14.

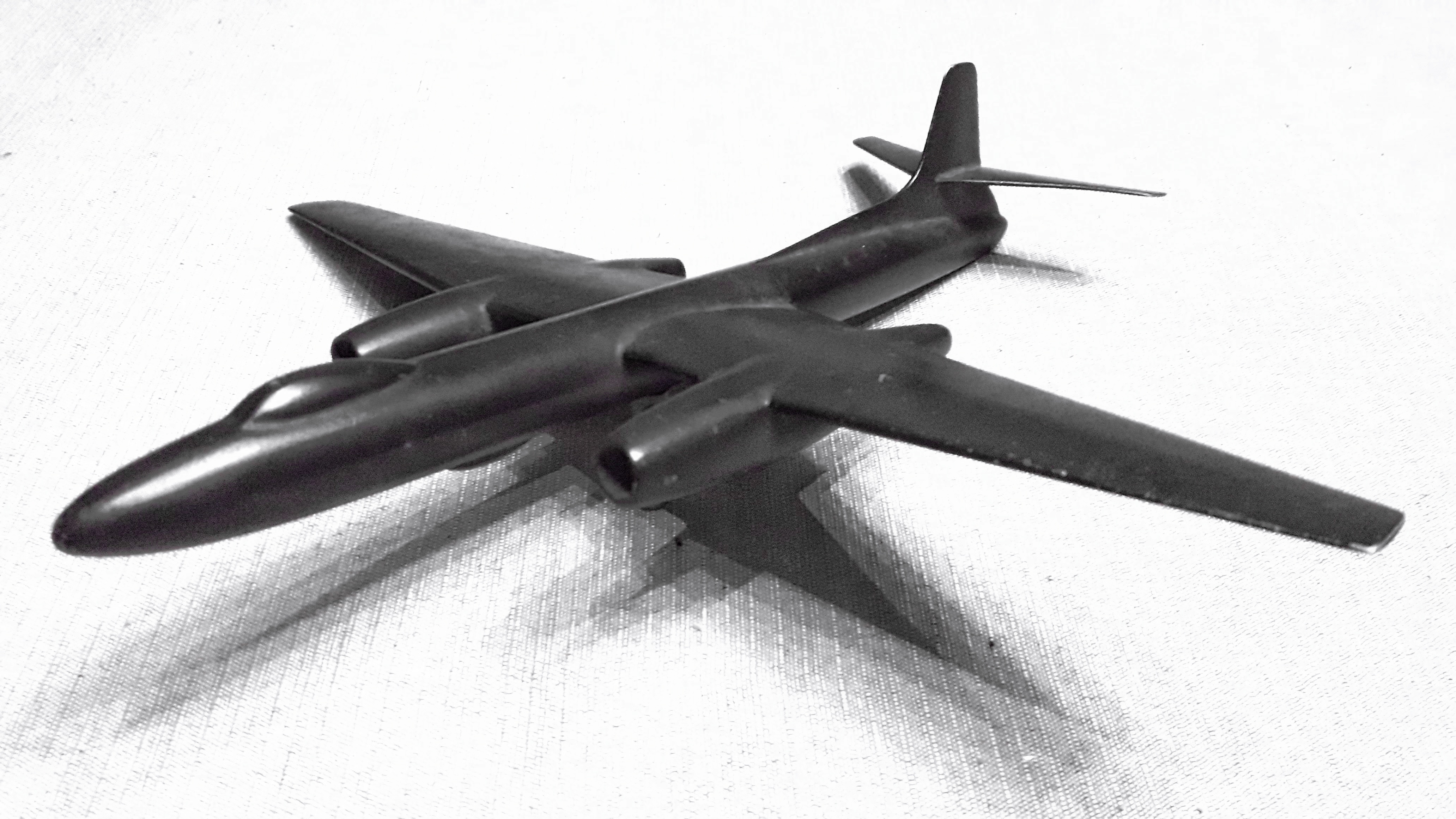
Maqueta de identificación de la OTAN del Tu-14.

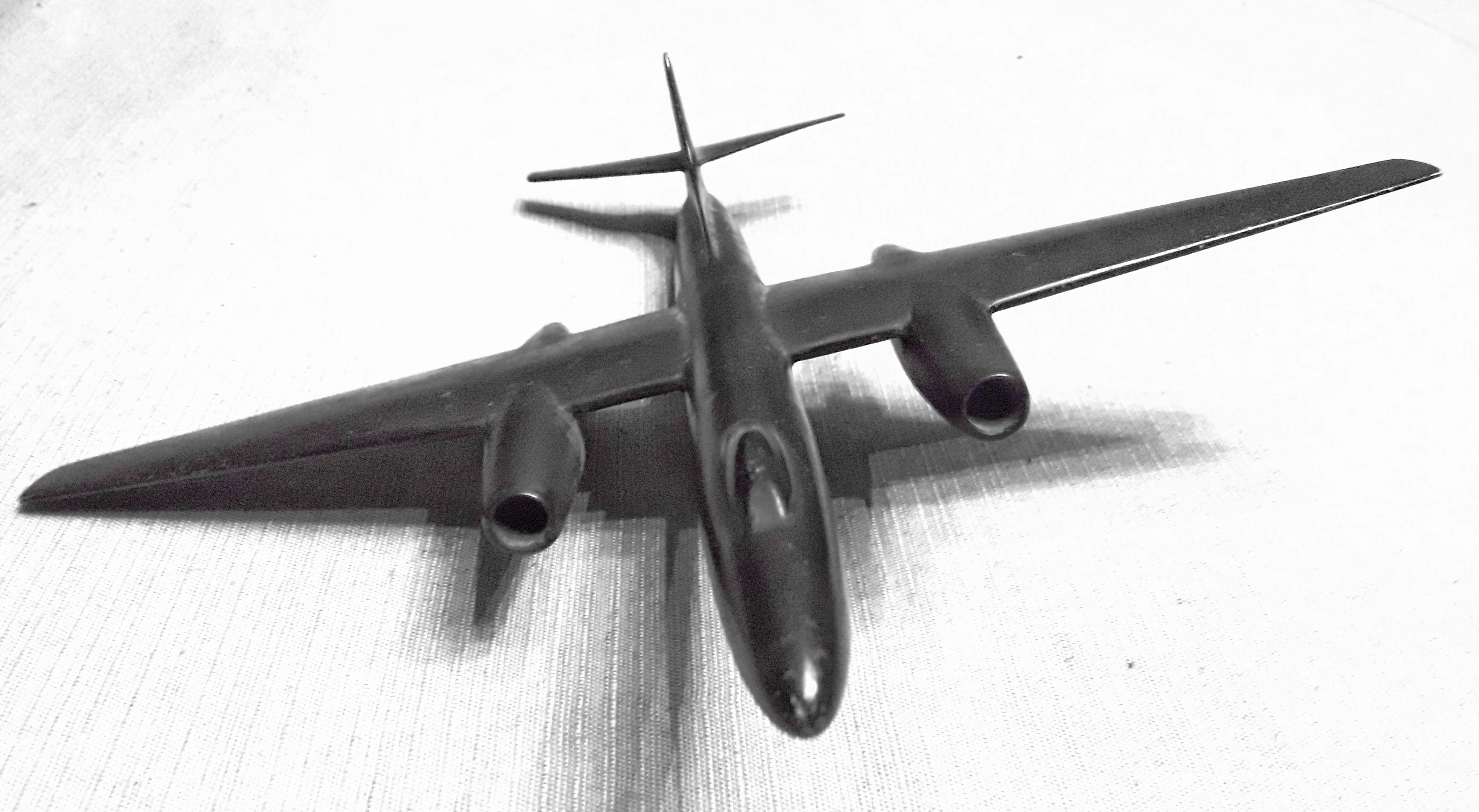
Maqueta de identificación de la OTAN del Tu-14.

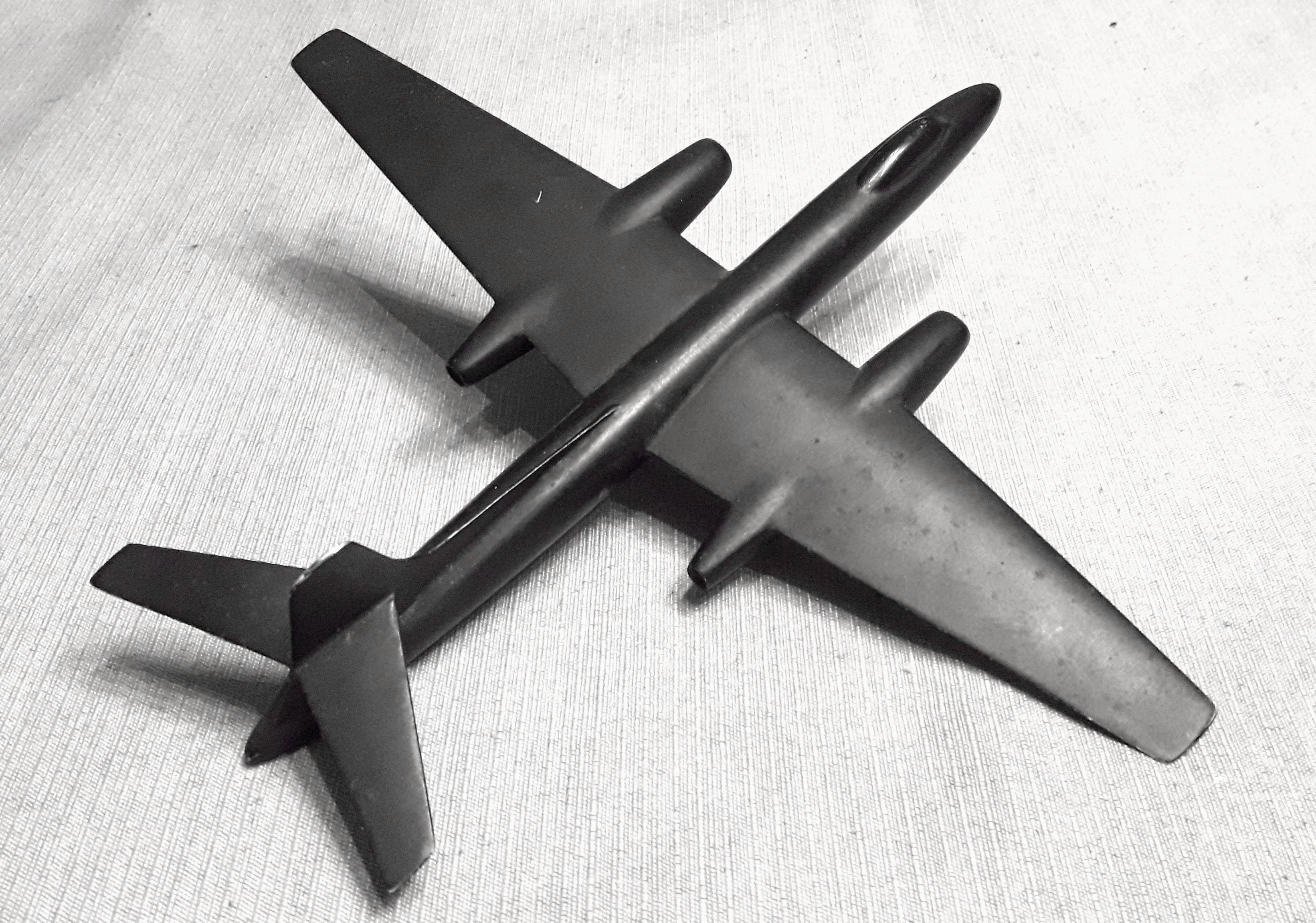
Maqueta de identificación de la OTAN del Tu-14.

El Tu-14 tuvo sus orígenes en el diseño trimotor 73, que usaba un par de turborreactores Rolls-Royce Nene bajo las alas y un único Klimov RD-500 en la cola, en una instalación muy parecida a la del motor central de un Boeing 727. La disponibilidad del Klimov VK-1, una versión más potente del Nene, permitió la supresión del RD-500 del diseño preliminar, al que se le dio la designación interna 81. El otro cambio importante fue la adición de un radar de navegación PSBN, que requería un quinto tripulante para operarlo. Fue rechazado por la VVS y Túpolev reelaboró el diseño para eliminar las torretas dorsal y ventral para reducir la tripulación a tres: el piloto, un bombardero-navegador y un artillero de cola. Retenía los dos cañones Nudelman-Rikhter NR-23 de 23 mm en el morro del fuselaje, pero el diseño del mismo se cambió para dotar al artillero con su propio compartimento presurizado separado y una torreta de cola KDU-81, armada con otro par de armas NR-23.
La construcción del prototipo comenzó en agosto de 1949, usando componentes de los cancelados prototipos 73S, y fue completado en octubre. Las pruebas del fabricante fueron realizadas entre el 13 de octubre de 1949 y el 21 de enero de 1950. Sus pruebas de aceptación estatales duraron desde el 23 de enero al 27 de mayo del mismo año, y fue aceptado para entrar en producción, siempre que se resolvieran los problemas con la torreta KDU-81 y se proporcionaran asientos eyectables para el piloto y el artillero, se instalara un sistema de deshielo de aire caliente y que se revisara el montaje artillado del morro. Los primeros cinco aviones de preproducción no incorporaron estos cambios, ya que fueron construidos usando componentes de aviones 73S, después de que la fábrica de Irkutsk hubiera comenzado prematuramente la producción de aquel bombardero. Uno de ellos fue enviado a Moscú, donde fue evaluado por la Aviación Naval Soviética para su uso como torpedero. El sexto avión incorporó todos los cambios, así como el asiento eyectable del navegador solicitado por la Aviación Naval, y fue evaluado en mayo de 1951. Se recomendó su entrada en producción como Tu-14T y entró en servicio en 1952 con la Aviación Naval.
Se produjeron alrededor de 150 ejemplares y sirvieron en los regimientos minadores-torpederos de la Aviación Naval hasta 1959. Recibió la designación OTAN Bosun. Después de que fuera retirado del servicio, varios aparatos fueron usados en diversos programas de pruebas, incluyendo uno de evaluación de motores pulsorreactores. Hasta 50 Tu-14T usados fueron entregados a la Fuerza Aérea del Ejército Popular de Liberación de China, aunque cantidades y datos no pueden ser confirmados.
El segundo Tu-14 de preproducción fue convertido en avión de reconocimiento fotográfico diurno o nocturno con la designación 89 de la OKB. La conversión fue bastante menor e implicó una cabina central sin presurizar que albergaba dos cámaras automáticas pivotantes, dos depósitos de combustible y otra cámara instalados en la bodega de bombas, y otra cámara de fotografía oblicua fue montada en la cola del avión para realizar tareas de fotografía diurna. Todas las cámaras y sus visores tenían calefacción eléctrica para evitar que se empañaran y congelaran en altura. Para la fotografía nocturna, los depósitos de combustible y la cámara de la bodega de bombas eran desmontados y se llevaba una gran variedad de bengalas para iluminar los blancos. Además, la pantalla del radar de navegación PSBN-M podía ser fotografiada por una cámara especial y tanto el piloto como el navegador podían grabar sus propias observaciones usando una grabadora de voz. Sin embargo, la VVS ya había decidido usar la versión de reconocimiento Il-28R del Il-28 estándar por la época en que el 89 voló por primera vez el 23 de marzo de 1951, y Túpolev decidió no presentar el avión a las pruebas de aceptación estatales.

## Variantes
Tu-14
Versión de bombardero ligero (no aceptada para el servicio).
Tu-14R
Versión de reconocimiento (solo prototipo). También conocida como 89 (designación de la OKB).
Tu-14T
Versión torpedero.
81
Designación de la OKB para el prototipo Tu-14 2 × VK-1.
93
Designación de la OKB para el propuesto derivado del Tu-14T con motores VK-5 o VK-7; no construida.

## Operadores
China
- Fuerza Aérea del Ejército Popular de Liberación

 Unión Soviética
- Aviación Naval Soviética

## Especificaciones (Tu-14)

### Características generales
- Tripulación: Cinco
- Longitud: 21,9 m (72 ft)
- Envergadura: 22 m (72 ft)
- Altura: 5,7 m (18,7 ft)
- Superficie alar: 67,4 m² (725,1 ft²)
- Peso vacío: 14 430 kg (31 803,7 lb)
- Peso cargado: 20 930 kg (46 129,7 lb)
- Peso máximo al despegue: 25 930 kg (57 149,7 lb)
- Planta motriz: 2× turborreactor Klimov VK-1.
  - Empuje normal: 26,5 kN (2702 kgf; 5957 lbf) de empuje cada uno.

### Rendimiento
- Velocidad máxima operativa (Vno): 860 km/h (534 MPH; 464 kt)
- Alcance: 3000 km (1620 nmi; 1864 mi)
- Techo de vuelo: 11 500 m (37 730 ft)
- Carga alar: 311 kg/m² (63,7 lb/ft²)
- Empuje/peso: 0,3 kN/Kg

### Armamento
- Cañones: 

  - 2x Nudelman-Rikhter NR-23 de 23 mm fijos en el fuselaje delantero
  - 2x Nudelman-Rikhter NR-23 de 23 mm en torreta de cola
- Bombas: Hasta 3000 kg de bombas, minas o torpedos

## Aeronaves relacionadas

### Desarrollos relacionados
- Túpolev Tu-12

### Aeronaves similares
- English Electric Canberra
- Ilyushin Il-28

### Secuencias de designación
- Secuencia Tu-_ (interna de Túpolev): ← Tu-8 - Tu-10 - Tu-12 - Tu-14 - Tu-16 - Tu-18 - Tu-20/Tu-95 →
- Secuencia Numérica (interna de Túpolev): ← 74 - 78 - 79 - 81 - 86 - 90 - 93 - 101 - 102